# Limnonectes heinrichi
Limnonectes heinrichi es una especie de anfibio anuro del género Limnonectes de la familia Dicroglossidae.

## Distribución geográfica
Es endémica del extremos noroccidental de la isla de Célebes, desde el nivel del mar hasta los 600 metros de altitud.